# Limeil-Brévannes

Położenie Limeil-Brévannes w ramach aglomeracji paryskiej

Limeil-Brévannes – miejscowość i gmina we Francji, w regionie Île-de-France, w departamencie Dolina Marny.
Według danych na rok 1990 gminę zamieszkiwało 16 070 osób, a gęstość zaludnienia wynosiła 2319 osób/km² (wśród 1287 gmin regionu Île-de-France Limeil-Brévannes plasuje się na 183. miejscu pod względem liczby ludności, natomiast pod względem powierzchni na miejscu 555.).